# 宇垣ちさと
宇垣 ちさと（うがき ちさと、1991年3月20日-)は、日本の元AV女優。

## 略歴・人物
2016年8月、プレミアムの専属女優としてAVデビュー。
四国の地方局の元アナウンサーとされている。
2018年2月発売の作品をもって引退。
2020年6月、サイゾー主催のオールタイム「好きなAV女優アンケートトーナメント」にノミネート。

## 出演作品

### アダルトDVD
※メーカーは全作品「プレミアム」
2016年
- 元地方局アナウンサー! カメラに初めて見せたエッチな素顔 宇垣ちさとAVデビュー!（8月7日）
- 初絶頂 膣イキ覚醒（9月7日）
- 一生けんめい 誘惑女教師（10月7日）
- ノーパン マンぽろ アナウンサー（11月13日）
- 濃厚、密着、接吻、セックス。（12月13日）

2017年
- 噴水潮吹き びしょ濡れオーガズム（1月19日）
- 上品なお口の女子アナの下品なおしゃぶり性交（2月19日）
- 宇垣ちさとの極上ご奉仕筆下ろし 〜絶対に忘れられない人生最初で最高のセックスしてあげる〜（3月19日）
- 女子アナ中出し痴漢スクープ（4月25日）
- プレミアム スタイリッシュソープ ゴールド（5月25日）
- 中出しお義姉さんの誘惑 〜甘く触れて誘う兄嫁〜（6月19日）
- 凌辱固定 身動き出来ない美女を中出し輪姦（9月7日）
- 感度暴走! ビクビク絶頂開発 中出しエステ（10月25日）
- 隙あらば孕もうとする 痴女お嫁さん2人とハーレム中出しSPECIAL（11月19日）共演:西野翔
- 宇垣ちさと 初BEST 8時間（12月19日）※ベスト版

2018年
- 引退 止まらない聖水ダダ漏れSEX（2月1日）